# Live in América
Live in América – album koncertowy zespołu Paco de Lucía Sextet, założonego przez popularnego hiszpańskiego gitarzystę flamenco Paco de Lucíę. Płyta została wydana w roku 1993. Materiał został zarejestrowany podczas trasy w USA w 1992. Wydawnictwo jest drugim w koncertowej dyskografii sekstetu. Wcześniej do sklepów trafił album Live... One Summer Night.

## Lista utworów
Wszystkie utwory skomponowane przez Paco de Lucię, poza zaznaczonymi
| 1. | "Mi Niño Curro"                                       | 8:31    |
|    |                                                       |         |
| 2. | "La Barrosa"                                          | 4:56    |
|    |                                                       |         |
| 3. | "Alcázar de Sevilla"                                  | 8:54    |
|    |                                                       |         |
| 4. | "Peroche"                                             | 6:28    |
|    |                                                       |         |
| 5. | "Tío Sabas"                                           | 6:34    |
|    |                                                       |         |
| 6. | "Soniquete"                                           | 6:49    |
|    |                                                       |         |
| 7. | "Zyryab"                                              | 12:53   |
|    |                                                       |         |
| 8. | "Buana Buana King Kong" (Paco de Lucía/Pepe de Lucía) | 5:14    |
|    |                                                       |         |
|    |                                                       | 1:00:19 |
|    |                                                       |         |

## Muzycy
Źródło
- Paco de Lucía – gitara flamenco
- Ramón de Algeciras – gitara flamenco
- Carles Benavent – gitara basowa
- Pepe de Lucía – wokal, gitara rytmiczna
- Jorge Pardo – flet, saksofon sopranowy
- Rubem Dantas – perkusja
- Manolo Soler – perkusja